# Kolla cafrepa
Kolla cafrepa är en insektsart som beskrevs av Young 1986. Kolla cafrepa ingår i släktet Kolla och familjen dvärgstritar. Inga underarter finns listade i Catalogue of Life.